# ГЕС Mùzuò
ГЕС Mùzuò (木座水电站) — гідроелектростанція у центрі Китаю в провінції Сичуань. Знаходячись між ГЕС Zìyīlǐ (вище по течії) та ГЕС Yīnpíng, входить до складу каскаду на річці Huǒxī, лівій притоці Фуцзян, котра в свою чергу є правою притокою Цзялін (великий лівий доплив Янцзи).
У межах проекту річку перекрили бетонною греблею висотою 20 метрів, довжиною 158 метрів та шириною по гребеню 7 метрів. Вона утримує невелике водосховище з об'ємом лише 344 тис. м3, в якому припустиме коливання рівня між позначками 1539 та 1545 метрів НРМ.
Зі сховища ресурс транспортується по дериваційному тунелю завдовжки 11,9 км. Основне обладнання станції становлять дві турбіни потужністю по 50 МВт, які використовують напір у 263 метри.